# 西ノ京駅
西ノ京駅（にしのきょうえき）は、奈良県奈良市西ノ京町にある、近畿日本鉄道（近鉄）橿原線の駅。駅番号はB28。
唐招提寺、薬師寺への観光客のために、2007年3月22日の改正より土休日ダイヤの昼間時間帯のみ急行が、2010年3月19日の変更より土休日ダイヤの昼間時間帯のみ一部の特急が、2012年3月20日の改正より平日ダイヤの昼間時間帯にも急行と一部の特急が停車するようになった（詳細は後述）。

## 歴史
- 1921年（大正10年）4月1日：大阪電気軌道畝傍線（現在の橿原線）西大寺（現在の大和西大寺） - 郡山（現在の近鉄郡山）間開通時に開業[2]。
- 1941年（昭和16年）3月15日：参宮急行電鉄との会社合併により、関西急行鉄道の駅となる[2]。
- 1944年（昭和19年）6月1日：会社合併により近畿日本鉄道の駅となる[2]。
- 1996年（平成8年）2月21日：地下駅舎化。
- 2007年（平成19年）
  - 3月24日：急行の停車駅に追加[1]。土休日ダイヤの日中時間帯のみ急行が停車するようになる[1]。
  - 4月1日：PiTaPa使用開始[3]。
- 2010年（平成22年）3月20日：特急の停車駅に追加。土休日ダイヤの日中時間帯のみ一部の特急が停車するようになる。
- 2012年（平成24年）3月20日：特急と急行の停車時間帯を平日ダイヤの日中時間帯にも拡大。
- 2021年（令和3年）10月1日：巡回対応に変更

## 駅構造
相対式2面2線のホームを持つ地上駅。ホーム有効長は6両編成に対応。改札・コンコースは地下、ホームは地上にある。改札口は東西2か所、出入口は両ホームの橿原寄りにある。
天理駅管理の有人駅で、PiTaPa・ICOCA対応の自動改札機および自動精算機（回数券カードおよびICカードのチャージに対応）が設置されている。
駅員が常駐していた頃は後述の特急列車が停車する時間帯のみ、駅窓口にて特急券の購入が可能となっていたが、平日と土休日で販売時間帯は異なっており、いずれも定期券の購入は不可能となっていた。2021年9月より特急券発売機が設置されている。

### のりば
| のりば | 路線     | 方向 | 行先                 |
| ------ | -------- | ---- | -------------------- |
| 1      | B 橿原線 | 下り | 天理・橿原神宮前方面 |
| 2      | B 橿原線 | 上り | 大和西大寺・京都方面 |

## 停車列車
- 普通列車の停車に加えて、一部時間帯に限り特急・急行が停車する[6]。
  - 停車する特急列車の詳細：大和西大寺駅および橿原神宮前駅を10時台 - 15時台に発車する京橿特急が停車する[6]。
  - 急行の停車時間帯は特急に概ね準拠しているが、土休日は17時頃までと特急よりも当駅停車の時間帯が長くなっている[6]。

### 臨時停車の実績
当駅では定期列車として特急・急行が停車する以前から、イベント開催などに合わせて臨時列車の運転や臨時停車が実施されていた。以下はその実施例。
- 薬師寺で平山郁夫の壁画が公開された2001年、壁画観覧者の利便のため一部の土・休日に一部の特急と急行が臨時停車していた（他にさだまさしコンサートでも急行のみ臨時停車していた）。そのために、2両分のホーム延伸が行われ6両編成の電車が停車可能となった。この時延伸された2両分のホームは仮設ホームであり、特急・急行臨時停車期間経過後は仮設ホームは撤去され4両編成対応ホームに戻された。
- 2007年3月22日のダイヤ変更からは土休日ダイヤの日中のみ急行停車が行われているが、以後も薬師寺のライブなどのイベント開催の際に、通常ダイヤでは停車しない時間帯において急行の臨時停車が行われた例もある。
- 2009年11月2日の唐招提寺金堂大修理落慶法要と同年11月7日の薬師寺晋山奉告法要の際には、当駅を発着とする臨時特急列車が運転された。
- 2010年3月19日のダイヤ変更からは土休日ダイヤの日中の京橿特急の停車を開始し、同変更以降の薬師寺のライブなどのイベントの際には急行に加え、特急の臨時停車も行われるようになっている。
- 京都駅 - 天理駅間の臨時特急は上りに限り停車している。
- 近鉄名古屋駅 - 大和西大寺駅間運転の臨時直通特急については、2010年4月の運行開始当時は停車しなかったが、2011年4月以降の運転分からは停車していた。

## 利用状況
近年における当駅の1日乗降人員の調査結果は以下の通り。
- 2022年11月8日：6,605人
- 2021年11月9日：6,229人
- 2018年11月13日：7,800人
- 2015年11月10日：7,288人
- 2012年11月13日：7,494人
- 2010年11月9日：8,790人
- 2008年11月18日：7,287人
- 2005年11月8日：7,567人

## 駅周辺
- 薬師寺
- 唐招提寺
- 国立病院機構奈良医療センター
- 奈良県総合医療センター
- 西の京病院
- 五条山病院
- がんこ一徹長屋
- 墨の資料館
- 奈良西ノ京郵便局
- 南都銀行西ノ京支店
- 奈良県立奈良商工高等学校
- 奈良県立大学附属高等学校
- ドン・キホーテ奈良店
- 奈良パワーシティー
  - ケーズデンキ奈良本店
- ヤマダ電機テックランドNew奈良本店（車で5分）
- 国道24号（奈良バイパス）
- 奈良県道9号奈良大和郡山斑鳩線
- 奈良県道122号京終停車場薬師寺線

### バス路線
奈良交通の路線が発着する。
奈良県総合医療センター・赤膚山方面のりば
- 63・64・65・72・78系統 奈良県総合医療センター 行き
- 67系統 赤膚山 行き

県庁前方面のりば
- 63系統 県庁前 行き
- 72系統 高畑町 行き
- 77系統 春日大社本殿 行き

## 隣の駅
近畿日本鉄道
B 橿原線
- □特急一部停車駅（日中の列車が停車）

■急行（下記以外）
通過
■急行（平日10 - 16時、土休日9 - 18時台）
大和西大寺駅 (B26) - 西ノ京駅 (B28) - 近鉄郡山駅 (B30)
■普通
尼ヶ辻駅 (B27) - 西ノ京駅 (B28) - 九条駅 (B29)